# Tufu'one
Tufu'one est une localité française, qui n'a pas le statut de commune mais le statut de village, située sur l'île de Wallis, à Wallis-et-Futuna, dans le district de Hihifo (nord), près du village de Vailala.  

## Urbanisme

### Hameaux, lieux-dits et écarts
À Wallis, les villages sont divisés en plusieurs sections (des « classes », kalasi) qui se complètent ou se relaient dans toutes les entreprises collectives et pour l’organisation des cérémonies. Parmi ces kalasi se trouvent des zones résidentielles nommées api.

## Toponymie
En futunien, tufu'one signifie « source sur la plage sableuse » et Tufu'one désigne également un lieu-dit de Futuna, entre Poi et Tamana.

## Histoire

### Époque contemporaine
C'est un village créé à la fin du XXe siècle.

## Politique et administration

### Liste des chefs de village (makakele)
| Période                                  | Période       | Identité                 | Étiquette | Qualité                         |
| ---------------------------------------- | ------------- | ------------------------ | --------- | ------------------------------- |
| Les données manquantes sont à compléter. |               |                          |           |                                 |
| ?                                        | ?             | Afala'ato Laufou         |           | Agriculteur                     |
| Les données manquantes sont à compléter. |               |                          |           |                                 |
| 30 novembre 2015                         | 24 avril 2016 | Setefano Kolotolu        |           | Agriculteur                     |
| 24 avril 2016                            | 2021          | Leone Kaifevili Kolotolu |           | Agent d'exploitation forestière |
| 10 décembre 2023                         | En cours      | Atonio Neti              |           | Agriculteur                     |

## Population et société

### Démographie
En 2018, le village de Tufu'one compte 167 habitants.